# Simon Poidevin
Simon Paul Poidevin (Goulburn, 31 de octubre de 1958) es un exjugador australiano de rugby que se desempeñaba como ala.

## Carrera
Recibido de Bachelor of Science en la Universidad de Nueva Gales del Sur, debutó en la primera de los New South Wales Waratahs en 1978 y desarrolló toda su carrera en él, hasta su retiro con 34 años en 1992.
En la actualidad es considerado uno de los mejores forwards que dio su país en la historia por; su agilidad, agresivo juego, compromiso y un efectivo tackleo que lo hacían un excelente jugador defensivo. Esto le permitió ser uno de los invitados de honor para participar del Centenario de la World Rugby donde jugó los dos partidos.

## Selección nacional
Fue convocado a los Wallabies por primera vez en mayo de 1980 para enfrentar a los Flying Fijians, fue capitán en cuatro ocasiones, integró el combinado que obtuvo el Grand Slam en la gira europea de 1984 y disputó su último partido en noviembre de 1991 ante el XV de la Rosa. En total jugó 59 partidos y marcó seis tries (24 puntos por aquel entonces).

### Participaciones en Copas del Mundo
Disputó dos Copas del Mundo: Nueva Zelanda 1987 donde los Wallabies llegaron a semifinales y posteriormente perdieron con los Dragones rojos por el tercer puesto. Cuatro años después en Inglaterra 1991, Australia se consagró campeón del Mundo y Poidevin se retiró del seleccionado tras la victoria.
| Mundial                       | Sede          | Resultado     | PJ | Tries |
| ----------------------------- | ------------- | ------------- | -- | ----- |
| Copa Mundial de Rugby de 1987 | Nueva Zelanda | Cuarto puesto | 5  | 1     |
| Copa Mundial de Rugby de 1991 | Inglaterra    | Campeón       | 5  | 0     |